# Netelia lineata
Netelia lineata là một loài tò vò trong họ Ichneumonidae.